# Burg der Kankena
Die Burg der Kankena ist eine abgegangene Burg des ostfriesischen Häuptlingsgeschlechts der Kankena, die unmittelbar östlich der Kirche der niedersächsischen Kreisstadt Wittmund stand.

## Geschichte
Eine den Kankena gehörende Burg erscheint erstmals 1377 in der historischen Überlieferung, als zwei ihrer Burgen in Wittmund von Ocko I. tom Brok im Bündnis mit Graf Christian V. von Oldenburg erobert wurden. Nach Ockos Abzug wurde die Burg von den Kankena wieder zurückerobert. Um 1400 war sie dennoch in Besitz von Keno I. tom Brok, denn damals musste er sie der Hansestadt Hamburg übergeben, die so den Seeräubern der Vitalienbrüder einen Stützpunkt entziehen wollten. Nach dem Untergang des Hauses tom Brok gab Focko Ukena 1434 die Burg wieder den mit ihm verbündeten Kankena zurück. Da Tanne Kankena sie als Stützpunkt für Piratenfahrten benutzte, wurde die Burg durch den ostfriesischen Grafen Ulrich I. Cirksena erobert und Tanne dabei gefangen genommen. Nach zwei Jahren wurde Tanno wieder entlassen und erhielt seine Burg zurück, musste aber dafür die Burg in Dornum abgeben. Sibo Attena brachte Weihnachten 1457 die Burg in einem Handstreich in seine Gewalt und ließ sie abbrechen.

## Beschreibung
Aus einer Urkunde des Jahres 1491 ist überliefert, dass die Kankena auf dem Burggelände drei Steinhäuser besaßen, die westlich, südlich und nördlich der Kirche lagen. Kirche und Burg bildeten somit eine Verteidigungseinheit. Das Areal zeichnet sich heute im Verlauf der Straßen Burgstraße, Drostenstraße, Kirchstraße und Norderstraße ab, die die Kirche fast quadratisch mit einer Seitenlänge von 130 Metern umgeben. Bei Bauarbeiten wurden an Drosten- und Kirchstraße seit 1955 mehrfach der rund fünf Meter tiefe und bis zu 16 Meter breite Burggraben und der innen verlaufende Wall erfasst. Dabei wurde Keramik des 14./15. Jahrhunderts geborgen. Zudem wurden 1955 Reste der Zugbrücke gefunden, die starke Brandspuren aufwiesen.